# Canal gastro-vasculaire

Schéma du système nutritif d'un polype.

Le canal gastro-vasculaire est, chez les coraux, la partie du coelentéron qui permet la digestion et le transport des nutriments dans les tissus vivants et que l'on retrouve dans les tentacules, dans le coenosarc des coraux durs et dans le coenenchyme des coraux mous.

## Transport inter-polypes
Le canal gastro-vasculaire, de par sa position dans les tissus partagés entre différents polypes, permet aux polypes exposés à la lumière et recevant de nombreux nutriments de la part de leurs algues symbiotiques, les zooxanthelles, de fournir nutriments et énergie aux coraux moins bien exposés ou plus faibles.